# Vieux-Moulin (Oise)
Vieux-Moulin is een gemeente in het Franse departement Oise (regio Hauts-de-France) en telt 619 inwoners (2005). De plaats maakt deel uit van het arrondissement Compiègne.

## Geografie
De oppervlakte van Vieux-Moulin bedraagt 17,7 km², de bevolkingsdichtheid is 35,0 inwoners per km².
De onderstaande kaart toont de ligging van Vieux-Moulin (Oise) met de belangrijkste infrastructuur en aangrenzende gemeenten.

## Demografie
Onderstaande figuur toont het verloop van het inwonertal (bron: INSEE-tellingen).